# Šoltýska
Šoltýska (bis 1927 slowakisch „Šoltyska“; ungarisch Újantalfalva – bis 1907 Antalfalva) ist eine Gemeinde in der südlichen Mittelslowakei mit 71 Einwohnern (Stand 31. Dezember 2024) und gehört zum Okres Poltár, einem Kreis des Banskobystrický kraj.

## Geographie
Die Gemeinde befindet sich im hoch gelegenen Teil des Slowakischen Erzgebirges und im Teilgebirge Stolické vrchy auf einem Zufluss der Kokavka im Einzugsgebiet der Rimavica. Das Ortszentrum liegt auf einer Höhe von 740 m n.m. und ist 29 Kilometer von Poltár entfernt.
Nachbargemeinden sind Kokava nad Rimavicou im Norden und Osten, Ďubákovo im Süden und Málinec (Ortsteil Ipeľský Potok) im Westen.

## Geschichte
Šoltýska wurde im späten 18. Jahrhundert durch die Familie Forgách im damaligen Gemeindegebiet von Kokava gegründet. 1828 zählte man 50 Häuser und 463 Einwohner, die als Landwirte und Viehhalter beschäftigt waren.
Bis 1918/1919 gehörte der im Komitat Gemer und Kleinhont liegende Ort zum Königreich Ungarn und kam danach zur Tschechoslowakei beziehungsweise heute Slowakei.

## Bevölkerung
| Jahr                | 1994 | 2004     | 2014     | 2024     |
| ------------------- | ---- | -------- | -------- | -------- |
| Anzahl der Personen | 184  | 156      | 120      | 71       |
| Unterschied         |      | −15,21 % | −23,07 % | −40,83 % |

| Jahr                | 2023 | 2024    |
| ------------------- | ---- | ------- |
| Anzahl der Personen | 73   | 71      |
| Unterschied         |      | −2,73 % |

Gemäß der Volkszählung 2011 wohnten in Šoltýska 139 Einwohner, davon 131 Slowaken. Acht Einwohner machten keine Angabe zur Ethnie.
121 Einwohner bekannten sich zur römisch-katholischen Kirche, sechs Einwohner zur Evangelischen Kirche A. B. und zwei Einwohner zur griechisch-katholischen Kirche. Zwei Einwohner waren konfessionslos und bei acht Einwohnern wurde die Konfession nicht ermittelt.

## Bauwerke und Denkmäler
- römisch-katholische Kirche im klassizistischen Stil aus dem Jahr 1826